# Симфония № 4 (Моцарт)
Симфония № 4 ре мажор, KV 19 — симфония Вольфганга Амадея Моцарта. Написана весной 1765 года во время концертной поездки по Европе, когда композитору было 9 лет. Окончена в Гааге. Автограф Моцарта не сохранился, в Баварской государственной библиотеке хранится экземпляр, записанный Леопольдом Моцартом, отцом композитора. Известно, что симфония исполнялась на концерте в Лондоне.

## Структура

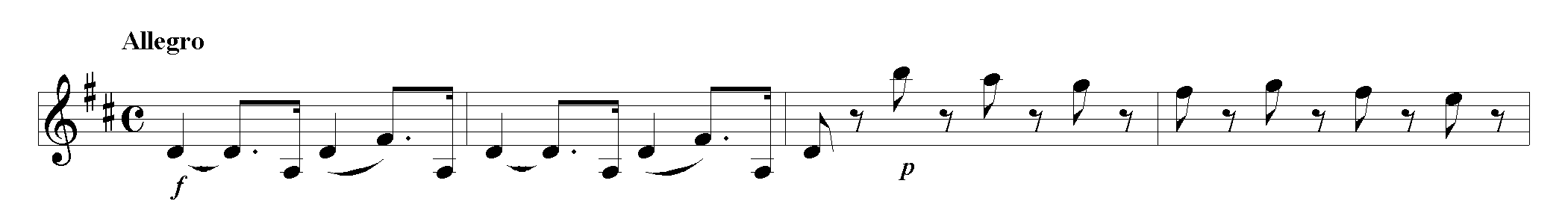
Симфония № 4 (Моцарт), начало

1. Allegro, 4/4
2. Andante, 2/4
3. Presto, 3/8